# Wigor
Wigor właściwie Michał Igor Dobrzański (ur. 14 marca 1978) – polski raper i producent muzyczny pochodzący z Warszawy.
Na początku lat 90. był wokalistą w zespole Insane wykonującym muzykę o stylistyce hardcore. Następnie założył formację hip-hopową 2CW (Counterclockwise) – wraz z nią wystąpił jako support przed koncertem amerykańskiej grupy Run-D.M.C.
Od 1997 współtworzył grupę Mor W.A., z którą do 2007 wydał cztery albumy studyjne. W 2004 roku wraz z Jerzym „Jurasem” Wrońskim, związanym poprzednio z formacją WSP utworzył duet. Współpraca zawiązała się całkiem nieoczekiwanie, kiedy w 2004 roku Juras rozpoczął pracę nad solowym projektem, a Wigor zaproponował mu realizację nagrań w studio „Drugi Dom”. Wtedy powstał pomysł stworzenia wspólnego projektu. Obaj raperzy w naturalny sposób stworzyli kolejne produkcje. Jedyny album duetu zatytułowany Wysokie loty ukazał się we wrześniu 2005 roku. Przy tworzeniu albumu obaj współpracowali z Waco, który był odpowiedzialny za miksowanie i mastering. Duet promował album m.in. na koncertach w Stanach Zjednoczonych w marcu 2006 i w listopadzie 2007.
28 maja 2011 miała miejsce premiera albumu pt. Synteza, który był sygnowany jako projekt Wigor Trojak z uwagi na kooperację rapera Wigora i producenta działającego pod pseudonimem Trojak. Na albumie pojawili się gościnnie m.in. HiFi Banda, Pokój z Widokiem na Wojnę, Pelson.

## Wybrana dyskografia
Albumy
| Wysokie loty (oraz Juras)   | - Data: 26 września 2005 - Wydawca: Prosto      | 26 |
| Synteza (oraz Trojak)       | - Data: 28 maja 2011 - Wydawca: Respekt Records | –  |
| 1978                        | - Data: 5 czerwca 2020 - Wydawca: Dope Ride     | 7  |
| „–” album nie był notowany. |                                                 |    |

Single
| Tytuł                            | Rok  | Album        |
| -------------------------------- | ---- | ------------ |
| „To zbyt piękne...” (oraz Juras) | 2005 | Wysokie loty |
| „Hipnoza” (oraz Juras)           | 2006 | Wysokie loty |

Kompilacje różnych wykonawców
| Album                         | Rok  | Utwór                                                                                           | Źródło |
| ----------------------------- | ---- | ----------------------------------------------------------------------------------------------- | ------ |
| Prosto Mixtape Deszczu Strugi | 2006 | Wigor, Fu – „Szum miasta” Małolat, WARD, Pono, Tadek, Boski, Juras, Roman, Wigor – „Jedziesz 2" | [ 13 ] |
| Prosto Mixtape 600V           | 2010 | Palacio, Wigor, Fu, Felipe, Reggaenerator – „Regeneracja”                                       | [ 14 ] |
| Drużyna mistrzów              | 2012 | Brahu, RDW, Wigor – „Naturalny haj”                                                             | >      |
| Prosto Mixtape Kebs           | 2012 | VNM, Fu, Wigor – „Nie idę sam”                                                                  | [ 16 ] |

Występy gościnne
| Album                                            | Rok  | Utwór | Źródło |
| ------------------------------------------------ | ---- | --- | ------ |
| Eldo – Opowieść o tym, co tu dzieje się naprawdę | 2001 | „Żyję” (gościnnie: Wigor) | [ 17 ] |
| Endefis – O tym, co widzisz na oczy              | 2003 | „Czy myślimy o śmierci” (gościnnie: Felipe, Wigor, Natalia Lubrano)                                                           | [ 18 ] |
| Pelson – Sensi                                   | 2005 | „Jak nie teraz to kiedy” (gościnnie: Wigor)                                                                                   | [ 19 ] |
| Molesta Ewenement – Molesta i kumple             | 2008 | „Nikt i nic” (gościnnie: Wigor, DJ.B)                                                                                         | [ 20 ] |
| Kaen – Od kołyski aż po grób                     | 2012 | „Kamień Syzyfa” (gościnnie: Wigor)                                                                                            | [ 21 ] |
| DJ. B, Szczur – Zaraza                           | 2013 | „Pokonać słabość” (gościnnie: Wigor) „Nie jestem tu od pouczania” (gościnnie: Wigor, Juras, Diox, Ten Typ Mes, Te-Tris, Pono) | [ 22 ] |

## Teledyski
| Tytuł                                             | Rok  | Reżyseria/Realizacja | Album        | Źródło |
| ------------------------------------------------- | ---- | -------------------- | ------------ | ------ |
| „Hipnoza” (oraz Wigor)                            | 2006 | –                    | Wysokie loty | [ 23 ] |
| „To zbyt piękne” (oraz Wigor, gośc. Miodu)        | 2006 | –                    | Wysokie loty | [ 24 ] |
| „Zabijamy ciszę” (oraz Wigor)                     | 2007 | Wigor                | Wysokie loty | [ 25 ] |
| „Rdzenny Warszawiak” (oraz Trojak)                | 2011 | R5films              | Synteza      | [ 26 ] |
| „Czysta forma” (oraz Trojak)                      | 2011 | Łukasz Grzegorzek    | Synteza      | [ 27 ] |
| „Twarze i spojrzenia” (oraz Trojak, gośc. Pelson) | 2012 | TOCZYvideos          | Synteza      | [ 28 ] |

## Filmografia
| Tytuł              | Rok  | Uwagi                                      | Źródło               |
| ------------------ | ---- | ------------------------------------------ | -------------------- |
| „Kozackie klimaty” | 2005 | film dokumentalny, realizacja: ZKF Skandal | [ 29 ] [ 30 ] [ 31 ] |